# Герман из Райхенау

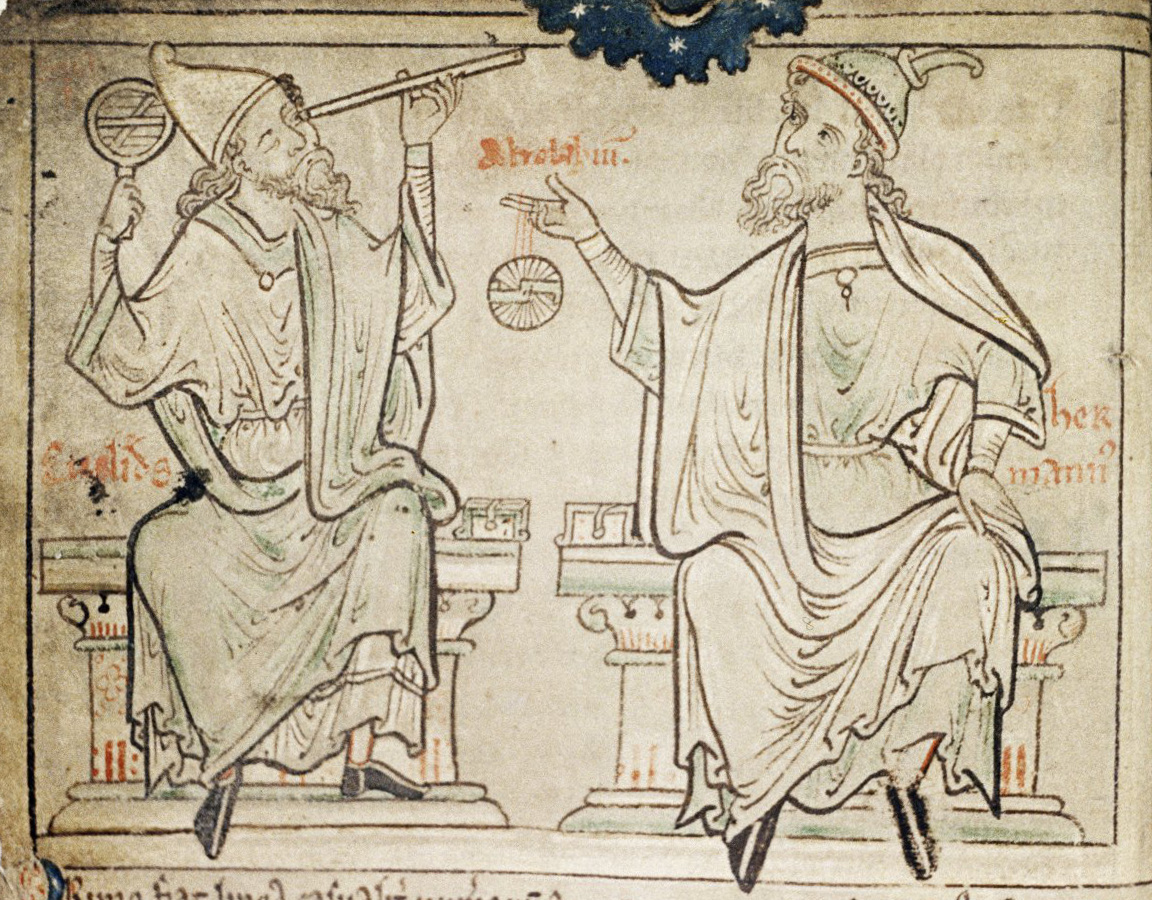
Герман из Райхенау (справа). Миниатюра рукописи Матвея Парижского, XIII в. Бодлианская библиотека Оксфордского университета

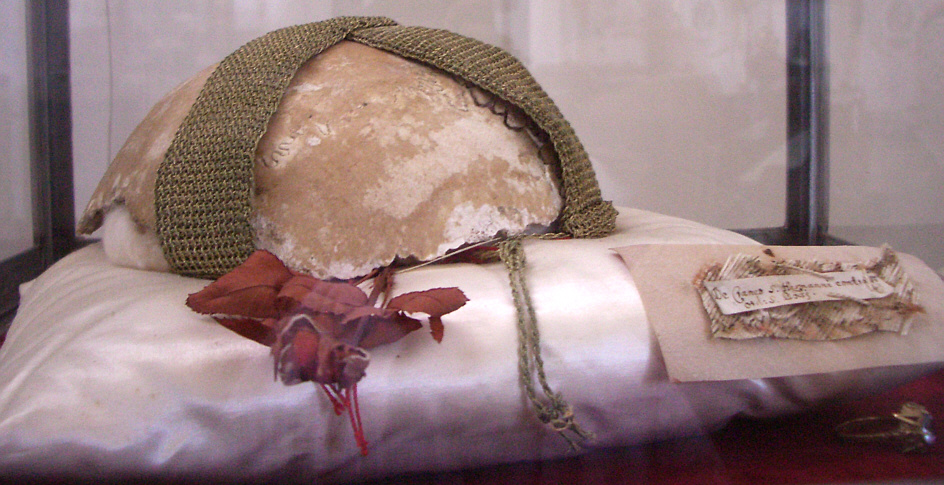
Реликвии Германа в Альтсхаузене

Ге́рман из Райхена́у, Герман Расслабленный, Герман Согбенный (нем. Hermann von Reichenau, лат. Hermannus Contractus; 18 июля 1013, Заульгау, Швабия — 24 сентября 1054, монастырь Райхенау) — средневековый немецкий хронист, астроном, поэт и композитор, монах-бенедиктинец. Местночтимый святой Католической церкви. Беатифицирован в 1863 году, память его отмечается 24 сентября.

## Биография
Родился 18 июля 1013 года в семье графа Швабии Вольфрада фон Альтсхаузена. С детства был парализован; по описаниям современников, передвигался сильно сгорбленным и с большим трудом, часто лишь с посторонней помощью, кроме того, обладал невнятной речью и выучился читать и писать с огромным трудом.
В 1020 году, в возрасте семи лет, был отдан в обучение в бенедиктинский монастырь Райхенау, находившийся на острове посреди Боденского озера. Воспитывался там под началом учёного аббата Берно из Райхенау, известного богослова и теоретика музыки, получил хорошее образование. В 1043 году принёс там обеты ордену бенедиктинцев, после чего сам преподавал в монастырской школе. В число его учеников, возможно, входил Фрутольф из Михельсберга (ум. 1103), хронист, автор трактата «Breviarium de musica» и тонария.
Несмотря на серьёзный физический недуг, посвящал много времени научным исследованиям в самых различных областях знания, а также занятиям искусствами. Благодаря своим талантам и энциклопедическим знаниям, завоевал вскоре большую славу и авторитет. Помимо благочестия, отличался дружелюбием и любовью к изящным развлечениям. Его называли «славнейшим мужем», в 1049 году ради встречи с Германом в Райхенау приезжал папа римский Лев IX.
Умер 24 сентября 1054 года в Райхенау, похоронен в фамильном склепе родового замка близ Бибераха (совр. г. Альтсхаузен в земле Баден-Вюртемберг).

## Сочинения
Из исторических трудов Германа из Райхенау выделяется написанная не позже 1054 года компилятивная «Всемирная хроника» (лат. Chronicon), продолженная до 1080 года монахом той же обители Бартольдом (ум. 1088). Составленная по образцу труда Иеронима на основе разнообразных источников, расположенных в хронологическом порядке безо всякой попытки связать их друг с другом и использованных, как правило, некритически, она охватывает события всемирной истории от Рождества Христова до современной ему эпохи. Начальные главы хроники посвящены в основном Римской империи и империи франков, и лишь начиная с 724 года появляются сообщения, относящиеся к аббатству Райхенау.
Историческая ценность ранних разделов сочинения Германа, основанных главным образом на «Церковной истории народа англов» Беды Достопочтенного, Фульдских анналах и утраченной «Швабской хронике», довольно невелика, и определённый интерес представляет лишь опирающийся на Хильдесхаймские анналы и собственные воспоминания автора заключительный раздел, охватывающий 1040—1054 годы и являющийся важным источником по эпохе правления императора Генриха III. Уделяя немалое внимание исторической хронологии, Герман первым в средневековой историографии составил в своём сочинении перечень важнейших событий тысячелетия, упоминаемых его предшественниками.

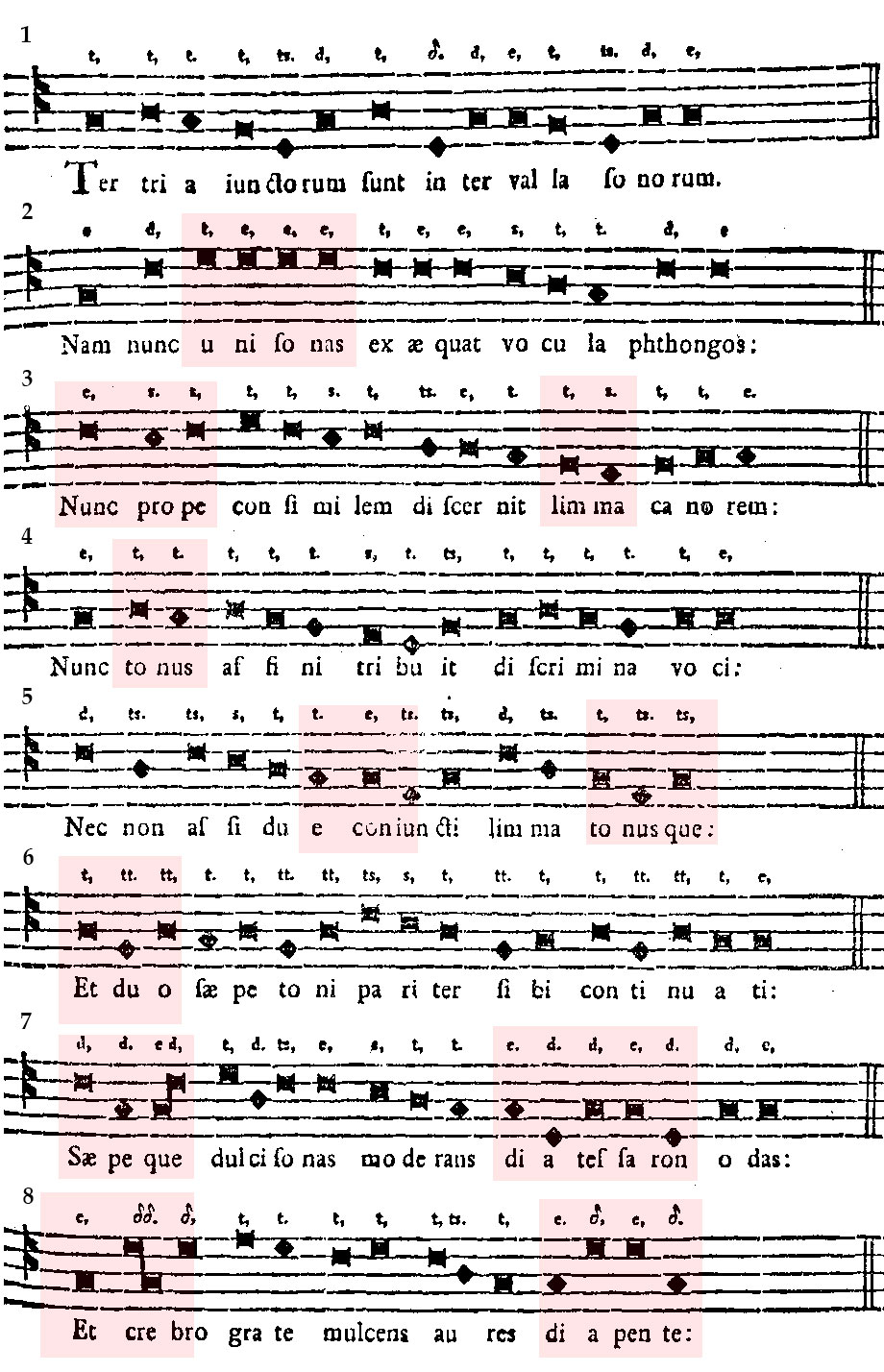
Мнемонический стих Германа (Hermann. Vers.) с учебной мелодией, для лёгкого усвоения эммелических интервалов: вторая строка стиха — для унисона, третья — полутона (лиммы), четвёртая — целого тона, пятая — малой терции (полудитона), шестая — большой терции (дитона), седьмая — кварты, восьмая — квинты

Хроника Германа из Райхенау сохранилась в двух рукописях XI века, одна из них, хранящаяся в Баварской государственной библиотеке в Мюнхене (clm 14613), происходит из Регенсбурга, другая, находящаяся в собрании Баденской земельной библиотеки в Карлсруэ (cod. 175), поступила туда из Айнзидельнского аббатства. Впервые она была напечатана в 1529 году в Базеле профессором Тюбингенского университета Иоганном Зихардом и переиздана там же в 1549-м Генрихом Петером. В 1790 году в Санкт-Блазиене увидела свет новая её публикация, отредактированная теологом-бенедиктинцем Йозефом Уссерманном, а в 1844 году в Ганновере выпущено академическое издание, подготовленное немецким историком Георгом Генрихом Перцем для Monumenta Germaniae Historica.
Перу Германа принадлежало ещё одно историческое сочинение — «Деяния императоров Конрада и Генриха» (лат. Gesta Cuonradi et Heinrici imperatorum), не дошедшее до нас.
Астрономические труды Германа (обнаруживающие арабские влияния) — «О лунном месяце» и «О затмениях» выполнены для современного ему уровня знаний на высоком научном уровне. Его книга «De Mensura Astrolabii», посвященная астролябии, новому для Западной Европы XI века прибору, имела широкую популярность вплоть до начала XII века. Несколько его работ посвящены также геометрическим и арифметическим проблемам.
Из немногих дошедших до нас поэтических сочинений Германа выделяются морально-дидактическая поэма в 1172 стихах «О восьми главных грехах» (лат. De octo vitiis principalibus), адресованная монахиням, возвышенная эпитафия, написанная в 1052 году в память об усопшей матери («Mater egenorum, spes auxiliumque suorum»), а также стихотворный «Мартирологий».

### Герман-музыкант
В своём трактате «Musica» Герман развивал учение о музыкальных интервалах и ладах. Он предложил свою систему музыкальной нотации, объединяющей буквы греческого и латинского алфавитов (так называемая «интервальная нотация» Германа). Рукописи с конца XI века приписывают Герману три коротких мнемонических текста (в музыкальный трактат Германа не входят) — «E voces unisonas equat» (стандартное сокращение Lexicon musicum Latinum — Hermann. Expl.), «Ter tria iunctorum» (Hermann. Vers.) и «Ter terni sunt modi» (Hermann. Mod.) — с соответствующими учебными мелодиями, для усвоения всех употребительных в пении интервалов. Судя по тому как часто эти дидактические тексты (и мелодии) встречаются в авторских трактатах и в анонимных компиляциях, они были «общим местом» в обучении певчих элементарным основам музыки.
В дополнение к учению о монодических ладах Герман указал на двойную модальную функцию (biformitas) ступени D. С одной стороны, она является финалисом прота (I и II тонов), с другой стороны, образует «среднюю ступень» (medietas) тетрарда (VII и VIII тонов).
Авторство Германа установлено в отношении двух секвенций с инципитами «Grates, honos, hierarchia» и «Gloriosa et beatissima»; секвенция «Ave, praeclara maris stella», пожалуй, ему не принадлежит. Знаменитые песнопения — богородичные антифоны «Alma Redemptoris mater» и «Salve Regina», которые католическая традиция приписывала Герману, ныне считаются анонимными.

## Прославление
Герман из Райхенау был беатифицирован в 1863 году. Он почитается как местночтимый святой в некоторых немецких епархиях, а также в ордене бенедиктинцев. День памяти в Католической церкви — 24 сентября.

## Издания
- Herimanni Augiensis chronicon a. 1–1054 // Monumenta Germaniae Historica. Hrsg. von Georg Heinrich Pertz. — Hannover, 1844. — S. 67–133. — (Scriptores in Folio, 5).
- Hermann von Reichenau. Chronicon // Quellen des 9. und 10. Jahrhunderts zur Geschichte der Hamburgischen Kirche und des Reiches, hrsg. v. R. Buchner u. W. Trillmich. Darmstadt, 1961. — (Freiherr vom Stein- Gedächtnisausgabe, 11).
- Hermann von Reichenau. Chronicon. Hrsg. von Werner Trillmich // Ausgewählte Quellen zur deutschen Geschichte des Mittelalters (Jahrhunderts zur Geschichte der Hamburgischen Kirche und des Reiches. Quellen des 9. und 11). Bearbeitet von Rudolf Buchner. Freiherr vom Stein-Gedächtnisausgabe. — Band 11. — Darmstadt: Wissenschaftliche Buchgesellschaft, 2000. — S. 615–707. — ISBN 3-534-00602-X.
- Opusculum Herimanni (De octo vitiis principalibus). Eine Vers- und Lebensschule // Reichenauer Texte und Bilder. Hrsg. und übersetzt von Bernhard Hollick. — Band 14. — Heidelberg: Mattes-Verlag, 2008. — ISBN 978-3-930978-96-0.
- Musica Hermanni Contracti, ed. L. Ellinwood. — Rochester; New York, 1936; R 1952 (лат. оригинал и англ. перевод); 2nd revised ed. by John L. Snyder. — Rochester, 2015. — ISBN 978-1-58046-390-4 (англ. заголовок переиздания — «The Musica of Hermannus Contractus»).
- Opusculum Herimanni (De octo vitiis principalibus). Eingeleitet, herausgegeben und übersetzt von Bernhard Hollick // Reichenauer Texte und Bilder. — Band 14. — Heidelberg, 2008.
- Migne (ed.), Patrologia Latina, vol.143 (старое, но полное собрание сочинений Германа, подготовленное аббатом Минем в 1853 году и в 1882 переизданное).